# Chu lễ
Chu lễ (chữ Hán phồn thể: 周禮; giản thể: 周礼), còn gọi là Chu quan (周官) hoặc Chu quan kinh (周官经), là một bộ sách xuất hiện vào thời Chiến Quốc ghi chép về chế độ quan lại cùng những tập tục lễ nghi của đời Chu, có thể coi là một lý tưởng về chế độ chính trị và chức trách của bách quan, tương truyền do Chu công chế định. Chu lễ cùng với Nghi lễ và Lễ ký là một trong tam lễ được liệt vào hàng kinh điển của Nho giáo.

## Nội dung
Nội dung của Chu lễ rất phong phú, đồ sộ, bao gồm các chế độ luật lệ, quy phạm hành vi và nghi thức lễ tiết của các mặt chính trị, kinh tế, quân sự, pháp luật, hôn nhân gia đình, đạo đức luân lý và phong tục tập quán của Trung Quốc cổ đại. Toàn sách chủ yếu nói về quan chế đời Chu gồm 6 thiên: Thiên quan, Địa quan, Xuân quan, Hạ quan, Thu quan và Đông quan. Sách Chu lễ lúc đầu có tên gọi là Chu quan,đến cuối đời Tây Hán được xếp vào loại sách kinh, thuộc Kinh Lễ, dân gian vẫn thường gọi là kinh Chu quan. Sách này được coi là do Chu công soạn ra mà văn bản do Hà Gian Hiến vương Lưu Đức sưu tầm được. Tuy sách nói về quan chức chế độ nhà Chu, nhưng qua khảo cứu thấy có nhiều điều không phù hợp với thời Tây Chu. Tuy biết có vấn đề đó, nhưng trước sau Nho giáo cả ở Trung Quốc và Việt Nam vẫn coi Chu lễ là sách thuộc hệ thống kinh điển từ xưa tới giờ.
Trong Chu lễ có rất nhiều quy định, do nhà nước cưỡng chế thi hành có hiệu lực pháp luật. Ví dụ các chư hầu nếu không theo định kỳ đến lễ bái vua nhà Chu sẽ bị trừng phạt, quý tộc vi phạm lễ vượt quy chế cũng sẽ bị trừng phạt. Vua đối đãi với bề tôi bằng lễ, bề tôi thờ vua bằng lòng trung thành, như thế vua nhà Chu cũng phải làm việc và đối xử bề tôi theo Chu lễ. Chu lễ không chỉ là điều chỉnh quan hệ nội bộ quý tộc, mà quan trọng hơn là đã quy định một số chế độ cơ bản của nhà nước chế độ nô lệ, bao gồm chế độ đẳng cấp tông pháp. Thông qua Chu lễ, Tây Chu đã kết hợp quan hệ tông pháp và tổ chức chính quyền nhà nước, làm cho đẳng cấp tông pháp kết hợp với đẳng cấp chính trị, dẫn đến giữa người và người, thân với sơ có khác nhau, cao với thấp có thứ tự, đẳng cấp rất nghiêm ngặt không thể vượt quá. Chu lễ cũng giống như pháp luật là thể hiện ý chí của giai cấp chủ nô, là công cụ chuyên chính của chủ nô lệ.